# Mindaugas Panka
Mindaugas Panka (ur. 1 maja 1984 w Olicie) – litewski piłkarz występujący na pozycji środkowego pomocnika.

## Życiorys
Panka jest wychowankiem litewskiego klubu Dainava Alytus. Grał tam w latach 2000–2002. Następnie przeniósł się do FC Vilnius. Rozegrał w zespole 35 spotkań, strzelając 5 bramek. Jego dobra gra zwróciła uwagę Rosjan i został on wypożyczony do moskiewskiego Lokomotiwu. Nie udało mu się jednak przebić do składu drużyny ze stolicy.
Po nieudanym pobycie w Moskwie, powrócił do Wilna. W 2007 roku przeszedł do Vetry, w której rozegrał 19 spotkań i zdobył 1 bramkę. Zajął ze swoim klubem 5. miejsce w końcowej tabeli. Zagrał w jej barwach w Pucharze Intertoto. Wystąpił m.in. w spotkaniu z Legią Warszawa. Do przerwy Vetra prowadziła 2:0, ale mecz został przerwany z powodu burd wywołanych przez pseudokibiców Legii - wynik zweryfikowano jako walkower dla Litwinów, a Legię wykluczono z rozgrywek. W ostatniej, III rundzie, Vetra przegrała w dwumeczu z angielskim Blackburn Rovers (0:2, 0:4) i nie zdołała zakwalifikować się do II rundy wstępnej Pucharu UEFA. Panka zagrał w 4 spotkaniach Pucharu Intertoto.
29 lipca 2007 roku podpisał kontrakt z łódzkim Widzewem. W jego barwach zadebiutował 14 września tego roku w przegranym 1:3 meczu Ekstraklasy z Legią Warszawa. Swoją pierwszą bramkę w polskiej lidze strzelił 23 lutego 2008 roku w wygranym spotkaniu z Odrą Wodzisław (4:3). Łodzianie zajęli 15. miejsce w końcowej tabeli i spadli do I ligi. Jak dotąd, w najwyższej klasie rozgrywkowej w Polsce, Panka zagrał w 75 spotkaniach i zdobył 2 bramki.
W sezonie 2008/09 rozegrał 29 spotkań w Widzewie (28 ligowych) i strzelił 6 bramek. Klub zajął 1. miejsce w tabeli i awansował do Ekstraklasy, ale w wyniku decyzji PZPN w związku z aferą korupcyjną, musiał pozostać w I lidze na kolejny rok. Sezon później ponownie wywalczył awans.
W lipcu 2012 trafił do Ruchu Chorzów.
W czerwcu 2013 został zawodnikiem Hapoelu Ironi Kirjat Szemona.

## Kariera piłkarska
| Sezon    | Klub                        | Kraj   | Rozgrywki            | Mecze | Bramki |
| -------- | --------------------------- | ------ | -------------------- | ----- | ------ |
| 2000 (j) | Dainava Alytus              | Litwa  | A lyga               | 2     | 0      |
| 2001     | Dainava Alytus              | Litwa  | A lyga               | 22    | 0      |
| 2002     | Dainava Alytus              | Litwa  | 1 lyga               | 0     | 0      |
| 2002 (j) | Šviesa Wilno                | Litwa  | 1 lyga               | 0     | 0      |
| 2003     | Šviesa Wilno                | Litwa  | A lyga               | 23    | 2      |
| 2004     | FC Vilnius                  | Litwa  | A lyga               | 12    | 3      |
| 2004 (j) | Lokomotiw Moskwa            | Rosja  | Priemjer-Liga        | 0     | 0      |
| 2005     | FC Vilnius                  | Litwa  | A lyga               | 32    | 11     |
| 2006     | FC Vilnius                  | Litwa  | A lyga               | 32    | 4      |
| 2007     | Vetra Wilno                 | Litwa  | A lyga               | 19    | 1      |
| 2007/08  | Widzew Łódź                 | Polska | I liga               | 17    | 1      |
| 2008/09  | Widzew Łódź                 | Polska | I liga               | 28    | 6      |
| 2009/10  | Widzew Łódź                 | Polska | I liga               | 25    | 4      |
| 2010/11  | Widzew Łódź                 | Polska | Ekstraklasa          | 25    | 1      |
| 2011/12  | Widzew Łódź                 | Polska | T-Mobile Ekstraklasa | 21    | 0      |
| 2012/13  | Ruch Chorzów                | Polska | T-Mobile Ekstraklasa | 19    | 2      |
| 2013/14  | Hapoel Ironi Kirjat Szemona | Izrael | Ligat ha’Al          | 30    | 6      |
| 2014/15  | Hapoel Ironi Kirjat Szemona | Izrael | Ligat ha’Al          | 27    | 2      |
| 2015/16  | Maccabi Petach Tikwa        | Izrael | Ligat ha’Al          | 8     | 1      |
| 2015/16  | Hapoel Petach Tikwa         | Izrael | Ligat ha’Al          | 15    | 1      |
| 2016/17  | Hapoel Akka                 | Izrael | Ligat ha’Al          | 6     | 0      |
| 2018     | Atlantas Kłajpeda           | Litwa  | A lyga               | 9     | 1      |

## Kariera reprezentacyjna
Panka zadebiutował w reprezentacji Litwy w towarzyskim meczu z Estonią, zakończonym remisem 1:1 (listopad 2008 roku). 7 lutego 2009 r. zagrał przeciwko Polsce w meczu towarzyskim, zakończonym remisem. 25 marca 2011 roku ponownie wystąpił w towarzyskim spotkaniu przeciwko Polsce (2:0).
Jak dotąd, Panka rozegrał w barwach narodowych 19 spotkań.